# Ryan Flaherty
Pour les articles homonymes, voir Flaherty.
Ryan Flaherty (né le 27 juillet 1986 à Portland, Maine, États-Unis) est un ancien joueur de champ intérieur de la Ligue majeure de baseball.

## Carrière
Joueur de l'Université Vanderbilt à Nashville au Tennessee, Ryan Flaherty est un choix de première ronde des Cubs de Chicago en 2008.
Après plusieurs saisons en ligues mineures, Flaherty passe des Cubs aux Orioles de Baltimore via le repêchage de règle 5 le 8 décembre 2011. Il fait ses débuts dans le baseball majeur avec les Orioles le 7 avril 2012. Il réussit son premier coup sûr au plus haut niveau le 26 avril 2012 contre le lanceur Luis Pérez des Blue Jays de Toronto, et son premier coup de circuit le 10 mai suivant face à Colby Lewis des Rangers du Texas. Il frappe 6 circuits et récolte 19 points produits en 77 matchs des Orioles en 2012 mais frappe dans une faible moyenne au bâton de ,216. Il fait ses débuts en éliminatoires à l'automne et réussit un circuit dans le 3e match de la Série de division de la Ligue américaine contre les Yankees de New York.
En 2013, il frappe pour ,224 en 85 matchs avec 10 circuits et 27 points produits. 
En 2014, il accumule les remplacements au deuxième but, troisième but et à l'arrêt-court pour jouer finalement 102 matchs de saison régulière des Orioles. Il maintient une moyenne au bâton de ,221 avec 7 circuits et 32 points produits.